# BGT IRIS-T
IRIS-T (Infra Red Imaging System Tail/thrust Vector-Controlled) es un misil aire-aire guiado por infrarrojos de medio alcance disponible en variantes aire-aire y defensa terrestre tierra-aire También se le llama AIM-2000.
El misil fue desarrollado a fines de la década de 1990 y principios de la de 2000 por un programa dirigido por Alemania para desarrollar un misil aire-aire guiado por infrarrojos de corto a mediano alcance para reemplazar el AIM-9 Sidewinder en uso por algunos países miembros de la OTAN en ese momento. Un objetivo del programa era que cualquier avión capaz de disparar el Sidewinder también fuera capaz de lanzar el IRIS-T. La variante aire-aire se presentó en 2005.
Las variantes de los sistemas de defensa tierra-aire llegaron más tarde, con el IRIS-T SLS de corto alcance en 2015 y el IRIS-T SLM de medio alcance en 2022. Una batería IRIS-T SLM, suministrada por Alemania a Ucrania, consta de tres lanzadores montados en camiones, que llevan ocho misiles cada uno (con un alcance de 40 kilómetros o 25 millas) y un vehículo de comando separado que se puede colocar a una distancia de hasta 20 kilómetros (12 millas). El vehículo de comando integra múltiples fuentes de radar y puede lanzar y rastrear los 24 misiles simultáneamente. El IRIS-T SLM puede contrarrestar misiles tierra-aire y misiles de crucero, incluidos misiles sigilosos de bajo vuelo como el Kalibr.

## Historia

### Antecedentes

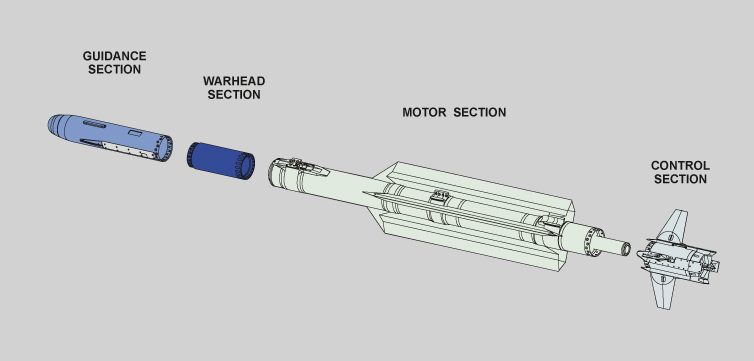
Subconjuntos del IRIS-T

Las raíces de ASRAAM se remontan a 1968 cuando comenzó el desarrollo del Hawker Siddeley SRAAM ("Taildog"). Este proyecto terminó en 1974 sin órdenes de producción. Este trabajo fue desempolvado por el esfuerzo del Reino Unido y Alemania, con los alemanes proporcionando un nuevo buscador y el Reino Unido proporcionando la mayoría de los componentes restantes.
Después de la reunificación alemana en 1990, Alemania se encontró con grandes reservas de misiles soviéticos Vympel R-73 (nombre de informe de la OTAN: AA-11 Archer) operados por el MiG-29 Fulcrum y concluyó que las capacidades del AA-11 habían sido notablemente subestimadas. En particular, se descubrió que era mucho más maniobrable y capaz en términos de adquisición y seguimiento del buscador que el AIM-9 Sidewinder. En 1990, Alemania se retiró del proyecto ASRAAM, mientras que el Reino Unido decidió encontrar otro buscador y desarrollar ASRAAM de acuerdo con el requisito de rango original. Esto finalmente llevó a ASRAAM a obtener un buscador de matriz focal de 128 × 128 significativamente más capaz con capacidad IRCCM (contramedidas de infrarrojos), un rendimiento similar y, en particular, la mitad del costo unitario del IRIS-T debido al trabajo de desarrollo que ya se había completado en el cuerpo del misil.
En 1987, después de años de silencio sobre el programa, los EE. UU. propusieron el requisito de que el arma debe usar rieles Sidewinder en lugar del adaptador universal de rieles para aeronaves llamado Unidad de Apoyo de Misiles que se había desarrollado. Esto retrasó el proyecto un año ya que se rediseñaron las propuestas británica, alemana y noruega. Por temor a la erosión de su base industrial, EE. UU. propuso que elegiría la última versión de su diseño Sidewinder existente con mayor maniobrabilidad e IRCCM a menos que los socios europeos aumentaran la participación industrial de EE. UU., designada como AIM-9X. Sin embargo, la propuesta de actualización de Sidewinder no logró interesar a los compradores de la OTAN y, en 1992, el programa de desarrollo de misiles finalmente se separó con el Reino Unido, ASRAAM, Francia, MBDA MICA , EE. UU., el AIM-9X y Alemania eligen reiniciar el desarrollo de lo que se convirtió en el IRIS-T.

### Desarrollo

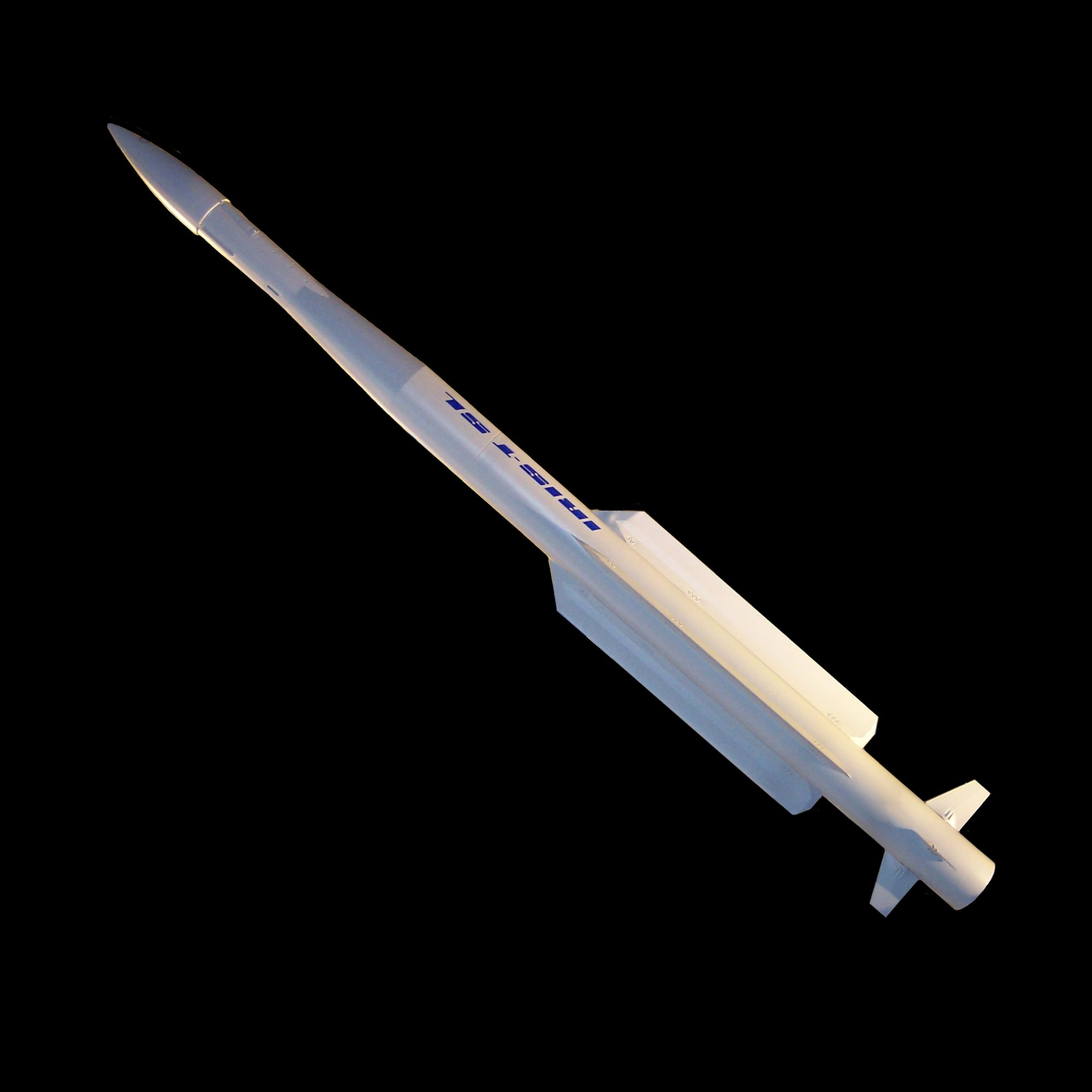
Misil IRIS-T SL.

En 1995, Alemania anunció el inicio del desarrollo de IRIS-T, en colaboración con Grecia, Italia, Noruega, Suecia y Canadá. Canadá luego se retiró, mientras que España se unió como socio de adquisición en 2003.La Fuerza Aérea Alemana recibió la primera entrega del misil en diciembre de 2005.
La carga de trabajo se repartió:
- Alemania 46%
- Italia 19%
- Suecia 18%
- Grecia 13 %
- 4% repartido entre Canadá y Noruega

En 2003 España se unió como socio como parte del contrato de adquisición reemplazando a Canadá.
La Luftwaffe recibió su primer misil el 5 de diciembre de 2005.

## Características del misil
En comparación con el AIM-9M Sidewinder, el IRIS-T tiene mayor resistencia a las contramedidas electrónicas y supresión de destellos. Las mejoras en la discriminación de objetivos permiten un rango de tiro frontal de cinco a ocho veces más largo que el AIM-9M. Puede atacar objetivos detrás de la aeronave de lanzamiento, lo que es posible gracias a su extrema agilidad de cerca, lo que permite giros de 60 g a una velocidad de 60 °/s a través de la vectorización de empuje y la capacidad de bloqueo después del lanzamiento (LOAL).
El IRIS-T es capaz de interceptar objetivos en miniatura y de movimiento rápido, como misiles aire-aire/tierra-aire y misiles y cohetes aire-superficie/superficie-superficie, UAV/drones, y misiles de crucero. Para mejorar la probabilidad de un impacto directo, el misil está equipado con una espoleta de proximidad de radar activa.
El IRIS-T tiene la capacidad única, en comparación con otros misiles similares como el AIM-9X, de apuntar y derribar otros misiles aire-aire y tierra-aire, ofreciendo así una capacidad de defensa de 360°. Las variantes lanzadas desde la superficie del IRIS-T, el IRIS-T SLS y el IRIS-T SLM, tienen capacidades mejoradas para destruir aviones, helicópteros, misiles de crucero, misiles aire-tierra, misiles antibuque, cohetes antirradar y cohetes de gran calibre. Tienen una alta probabilidad de dar muerte a los UAV y otras pequeñas amenazas de maniobra a distancias muy cortas y medias.
La Real Fuerza Aérea Noruega (RNoAF) ha probado una nueva capacidad aire-superficie desarrollada por Diehl BGT Defense para el IRIS-T. En septiembre de 2016, se llevó a cabo en Noruega una prueba de disparo de prueba de concepto para adquirir, rastrear y atacar un objetivo que representaba un pequeño bote de ataque rápido, donde se lanzó el misil IRIS-T desde un avión polivalente RNoAF F-16AM. Para la función aire-superficie, el misil conserva la misma configuración de hardware estándar IRIS-T AAM, incluida la ojiva HE y el paquete de guía IIR, y solo se requiere una inserción de software actualizada para brindar la capacidad adicional de ataque a tierra. Esta capacidad básica aire-tierra brinda la capacidad de adquirir, rastrear y atacar objetivos terrestres individuales como botes, barcos, edificios pequeños y vehículos.

## Plataformas de lanzamiento

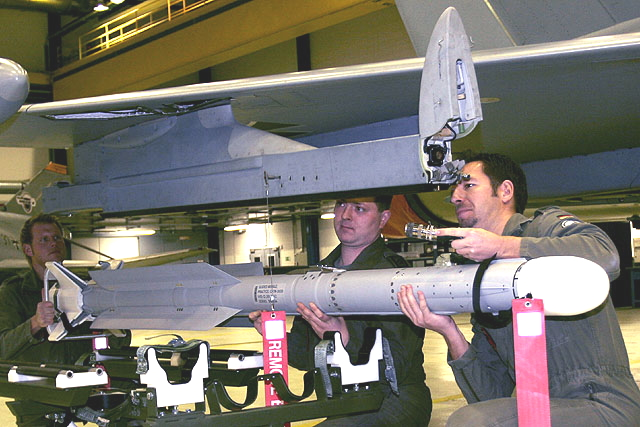
Aviadores de la Fuerza Aérea Alemana montan un IRIS-T en un Eurofighter

Los misiles iris pueden ser lanzados desde:
- F-4E Peace Icarus 2000 (AUP)
- F-5 Super Tigris
- F-16V
- EF-18
- Alenia Aermacchi M-346 Master
- Saab 39 Gripen
- Panavia Tornado
- Eurofighter Typhoon

## Variantes

### IDAS
La versión navalizada del misil es conocida como IDAS, siendo desarrollada para el nuevo submarino Tipo 212 de la Deutsche Marine. Se prevé que el IDAS sea capaz de neutralizar amenazas aéreas, navíos pequeños o medianos u objetivos terrestres cercanos.

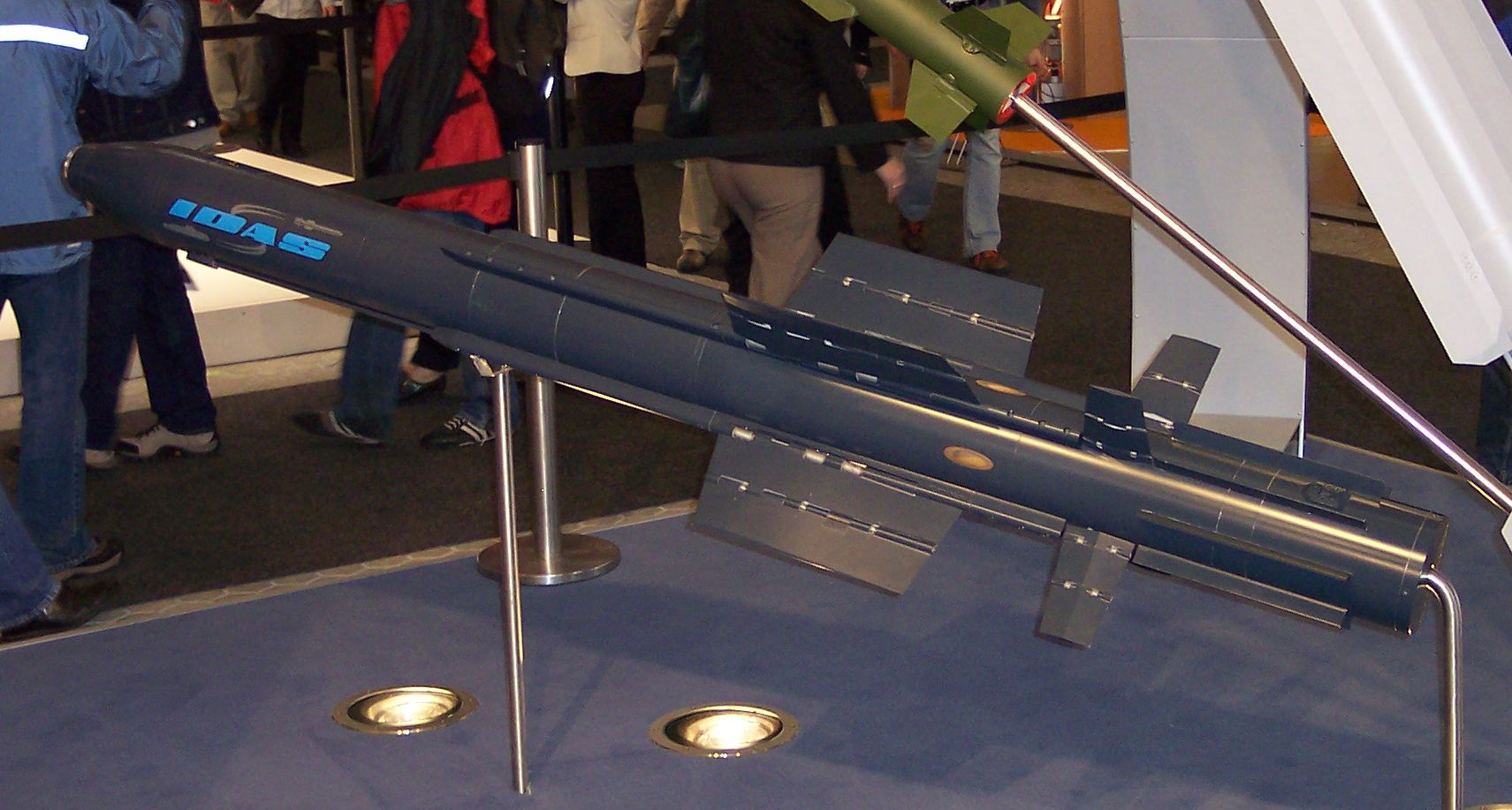
Una maqueta del IDAS
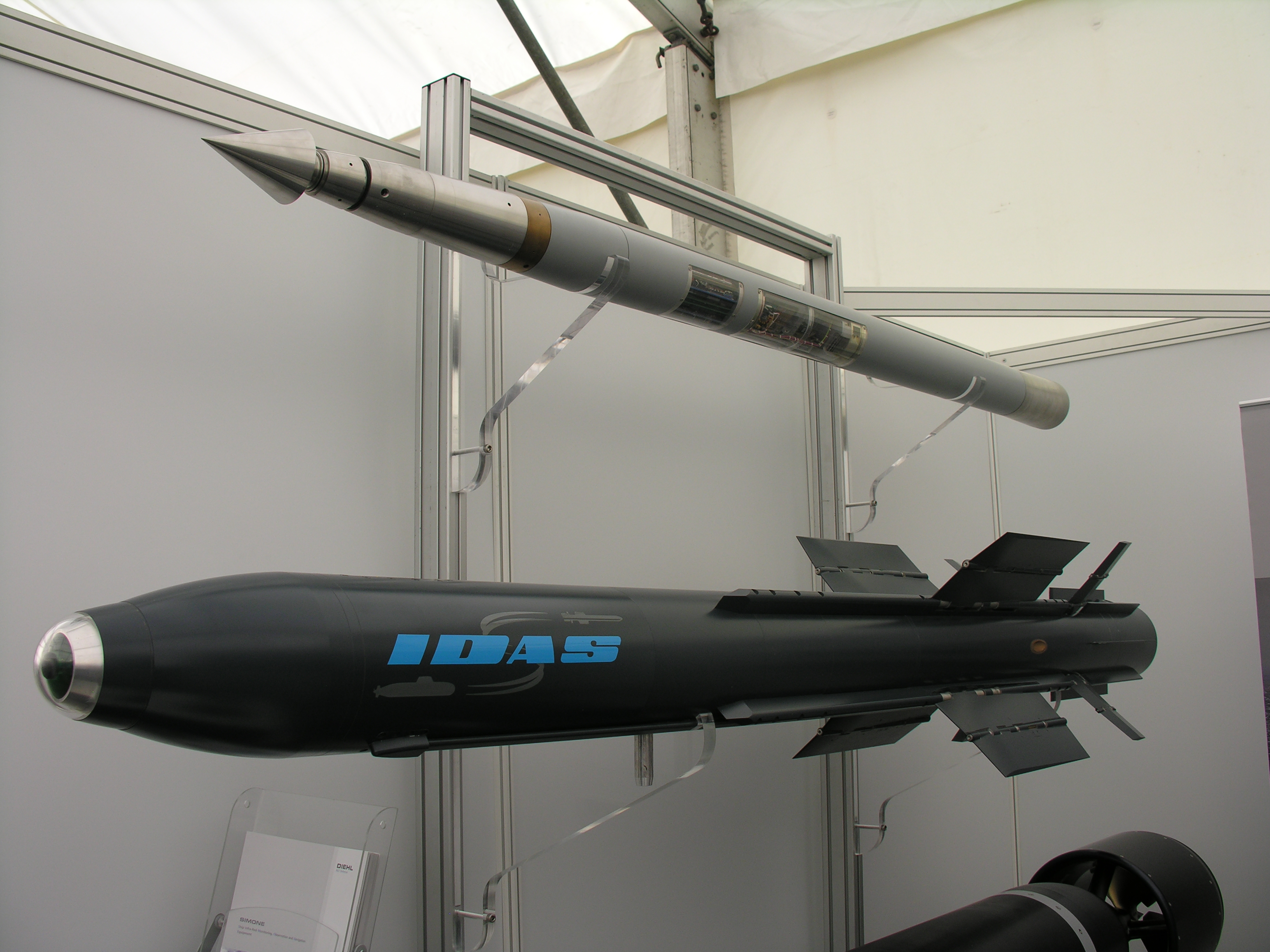
Un IDAS y un torpedo Barracuda en la exposición TechDemo'08, 2008

### Superficie-aire
Como parte del programa MEADS de la OTAN, la Fuerza Aérea Alemana y otros ahora están utilizando una versión del misil guiada por radar lanzada desde la superficie (SL), llamada IRIS-T SL. Tiene un morro puntiagudo, a diferencia del IRIS-T normal, con un cono de morro reductor de arrastre que se puede desechar. El misil utiliza un sistema de navegación inercial asistido por GPS, con enlace de datos de radar para la guía de comando durante la aproximación inicial. El cabezal de búsqueda IR resistente a interferencias se activa en la etapa terminal.
En comparación con el IRIS-T, el diámetro del motor del cohete se incrementó en 25 mm, a 152 mm. En 2014 se realizaron lanzamientos de prueba desde una batería que constaba de un radar CEA CEAFAR, un lanzador Diehl IRIS-T SL y un sistema de gestión de batalla Oerlikon Skymaster. Las pruebas de calificación de IRIS-T SL se completaron en enero de 2015 en Denel Overberg Campo de prueba en Sudáfrica.
Para 2022, estaban disponibles dos variantes: IRIS-T SLS (corto alcance) con 12 km de alcance y altitud e IRIS-T SLM (medio alcance) con 40 km de alcance y 20 km de altitud máxima. Una tercera variante, IRIS-T SLX (largo alcance) con un buscador de modo dual (IR y RF), un alcance de 80 km y una altitud máxima de 30 km, está en desarrollo a partir de abril de 2022. Las pruebas operativas del IRIS-T SLM se completaron en enero de 2022.

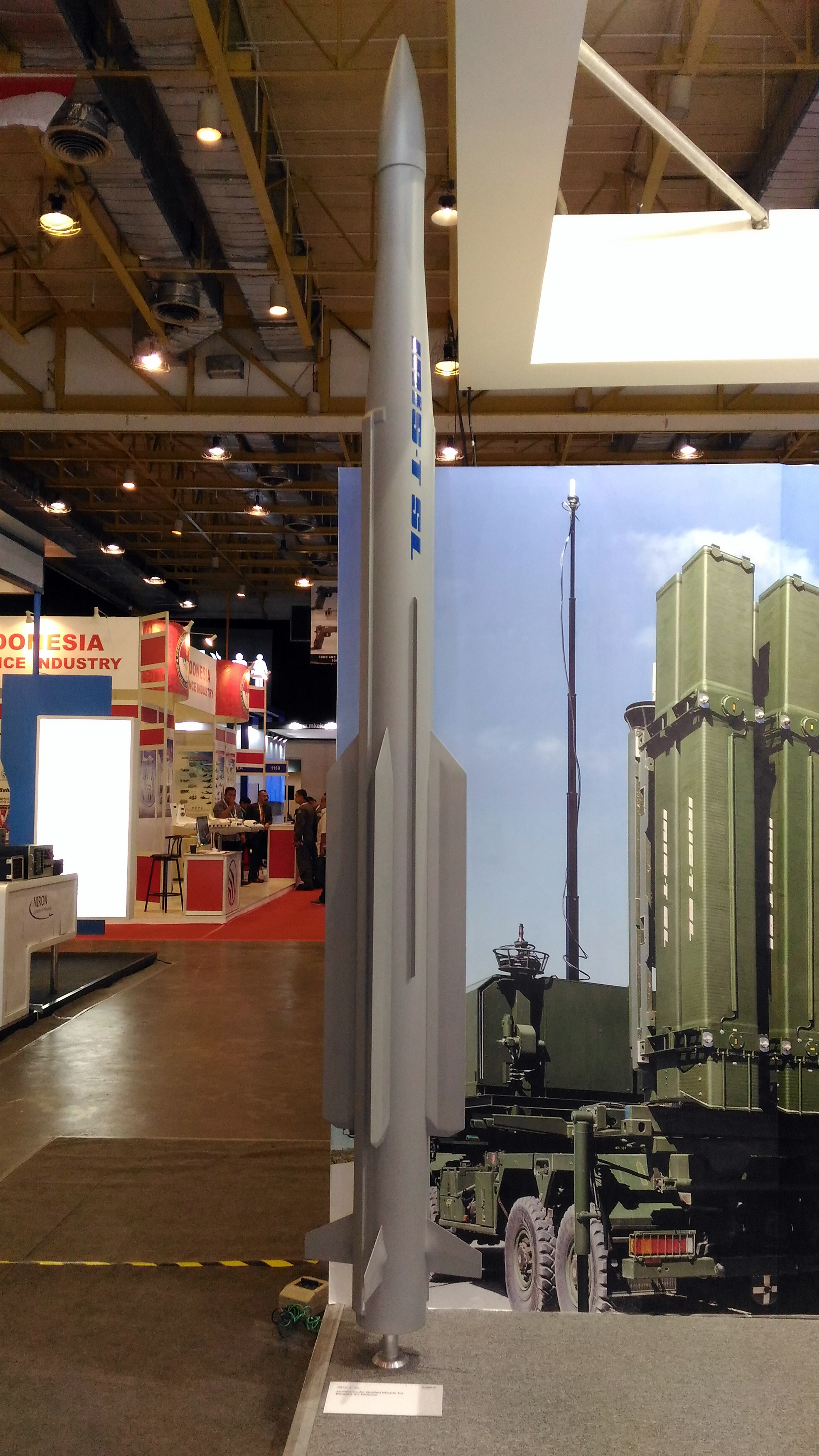
Un misil IRIS-T SL
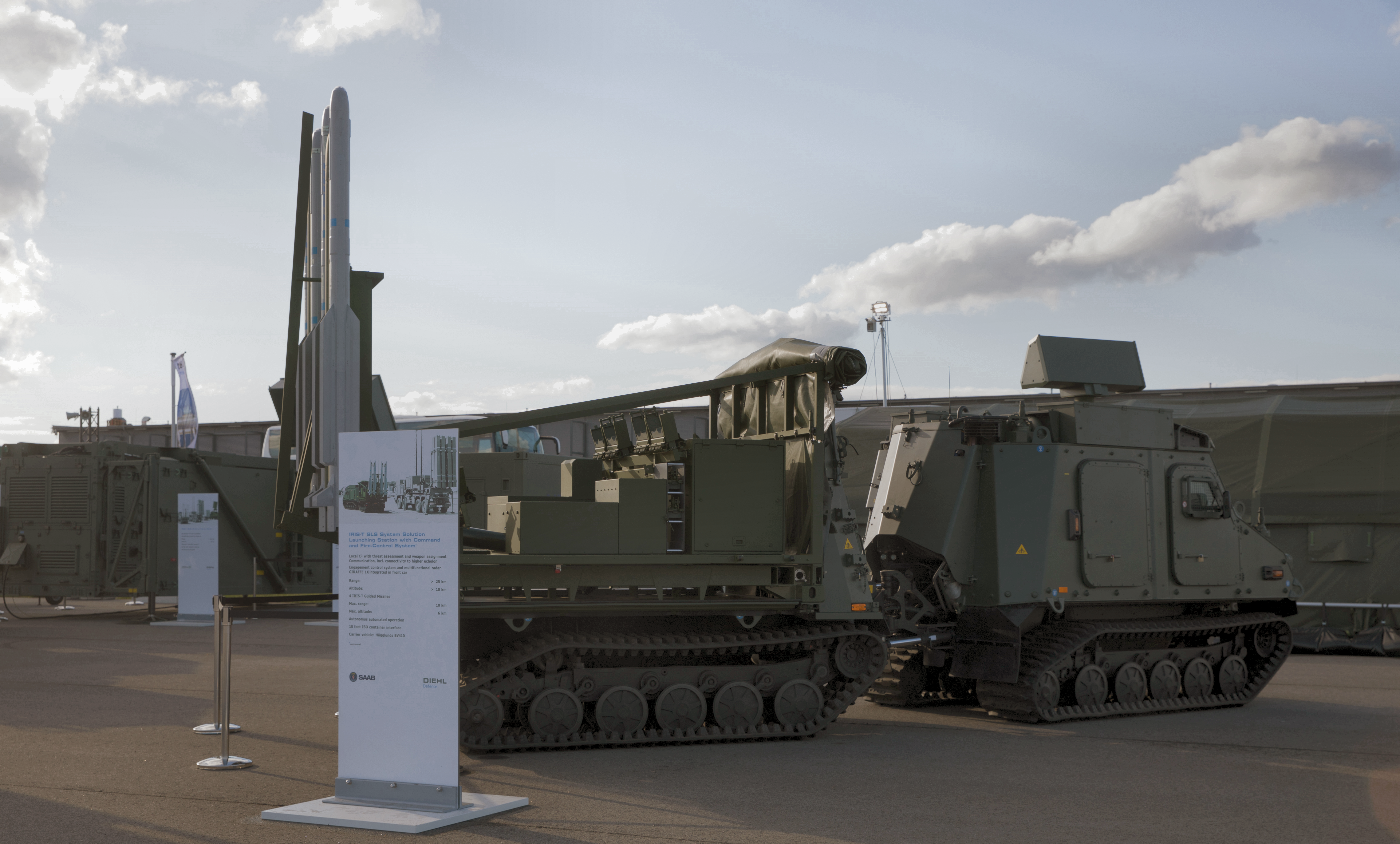
Un Bv 410 con radar Giraffe 1X y lanzador Diehl ML-98 IRIS-T SLS
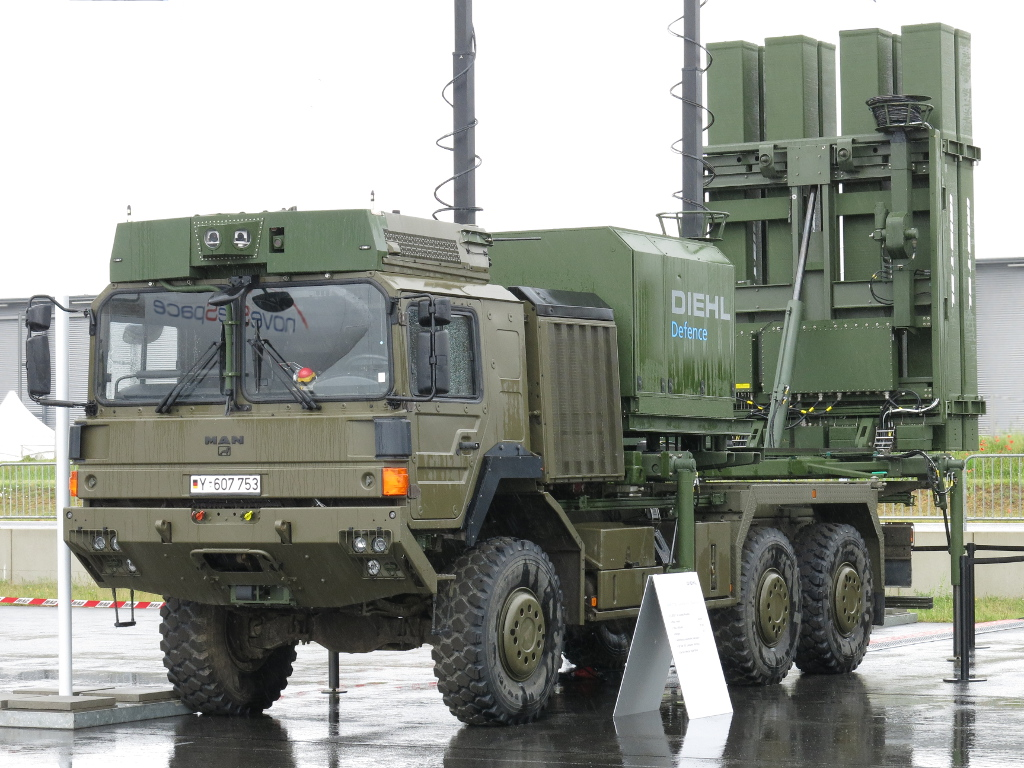
Un lanzador MAN SX44 6x6 IRIS-T SL de 7 toneladas
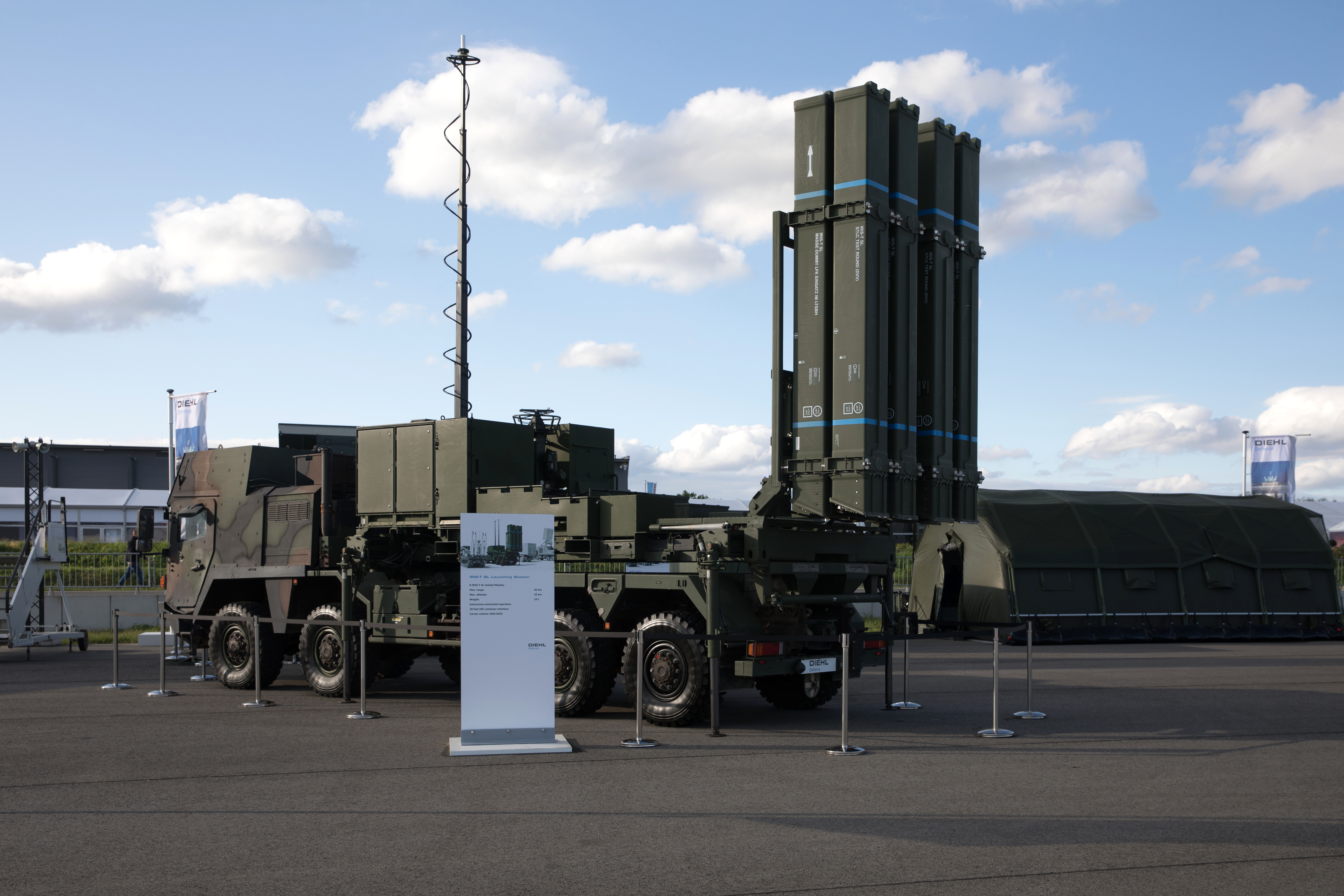
Un lanzador MAN SX45 8x8 IRIS-T SLM de 10 toneladas
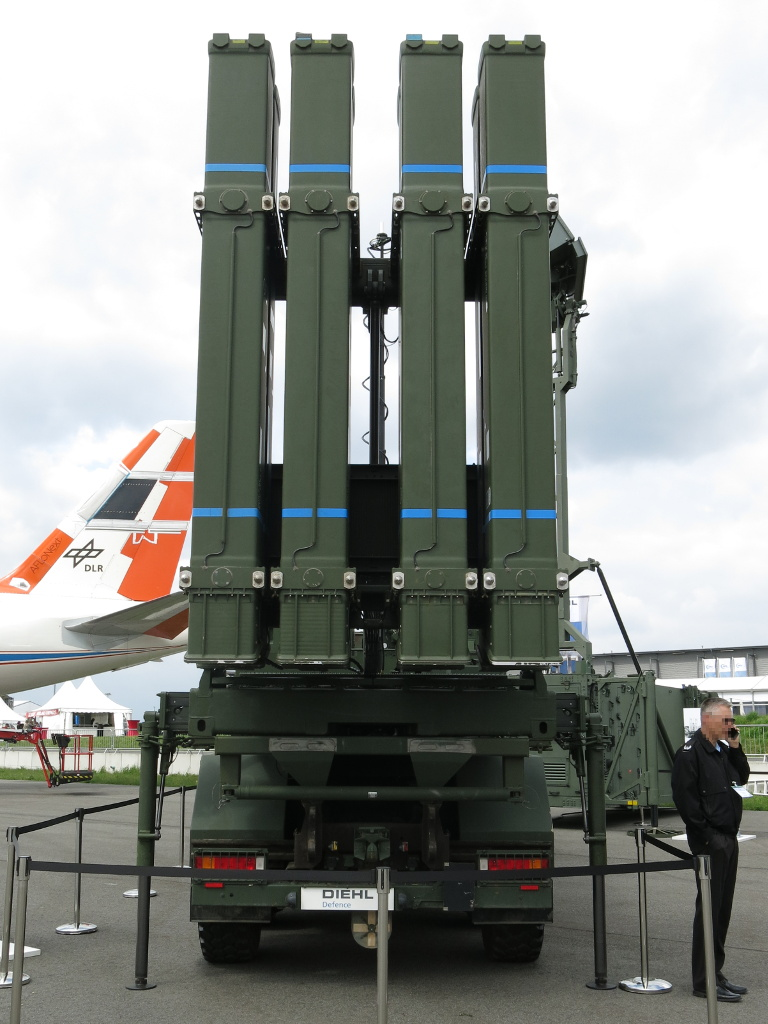
Un MAN SX45 8x8 10 toneladas IRIS-T SLM lanzador trasero
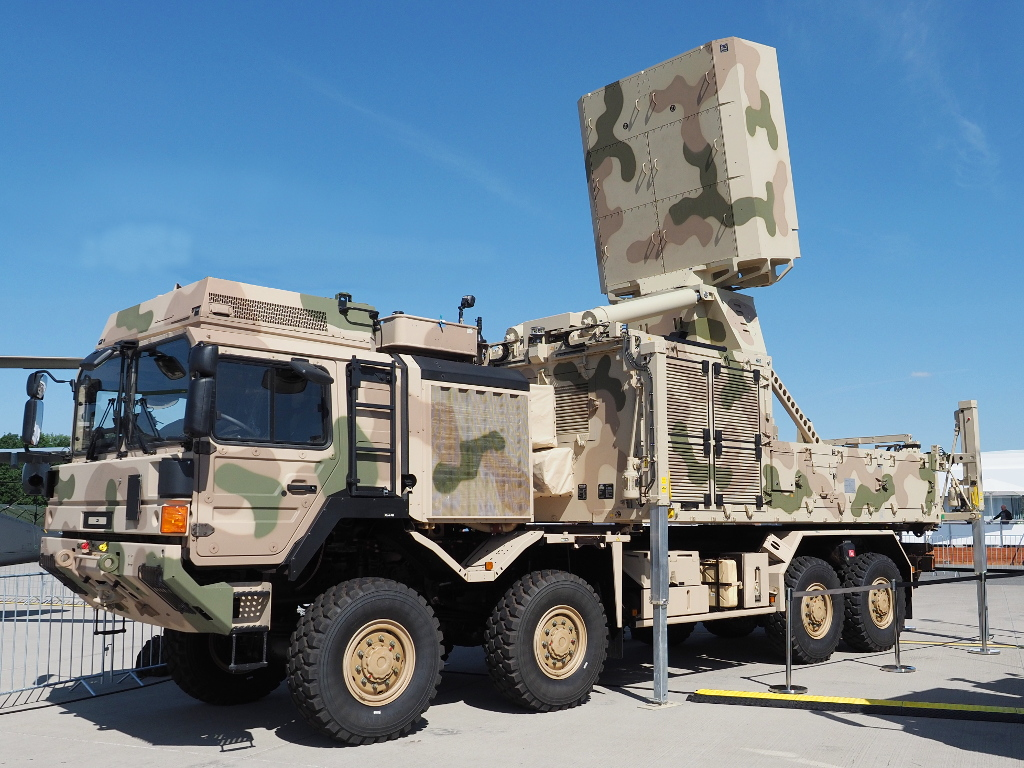
Un radar Hensoldt TRML-4D
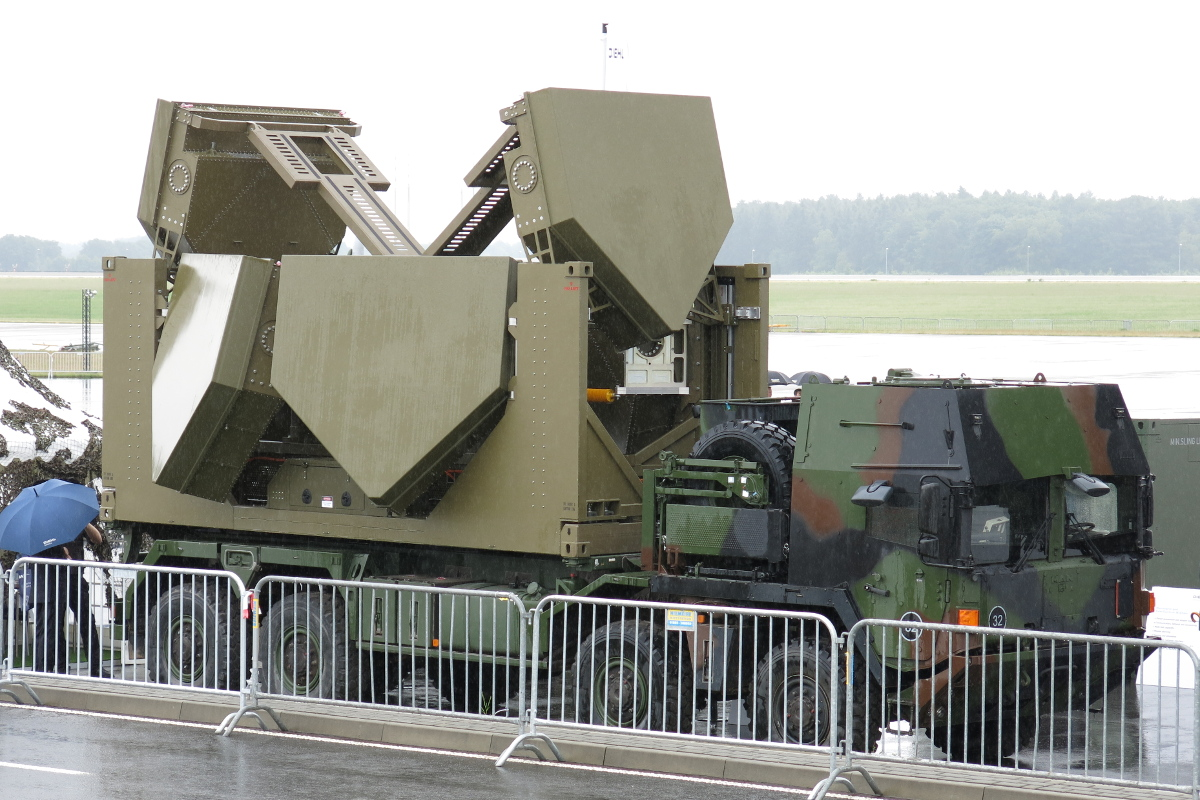
Un radar CEAFAR (GBMMR)
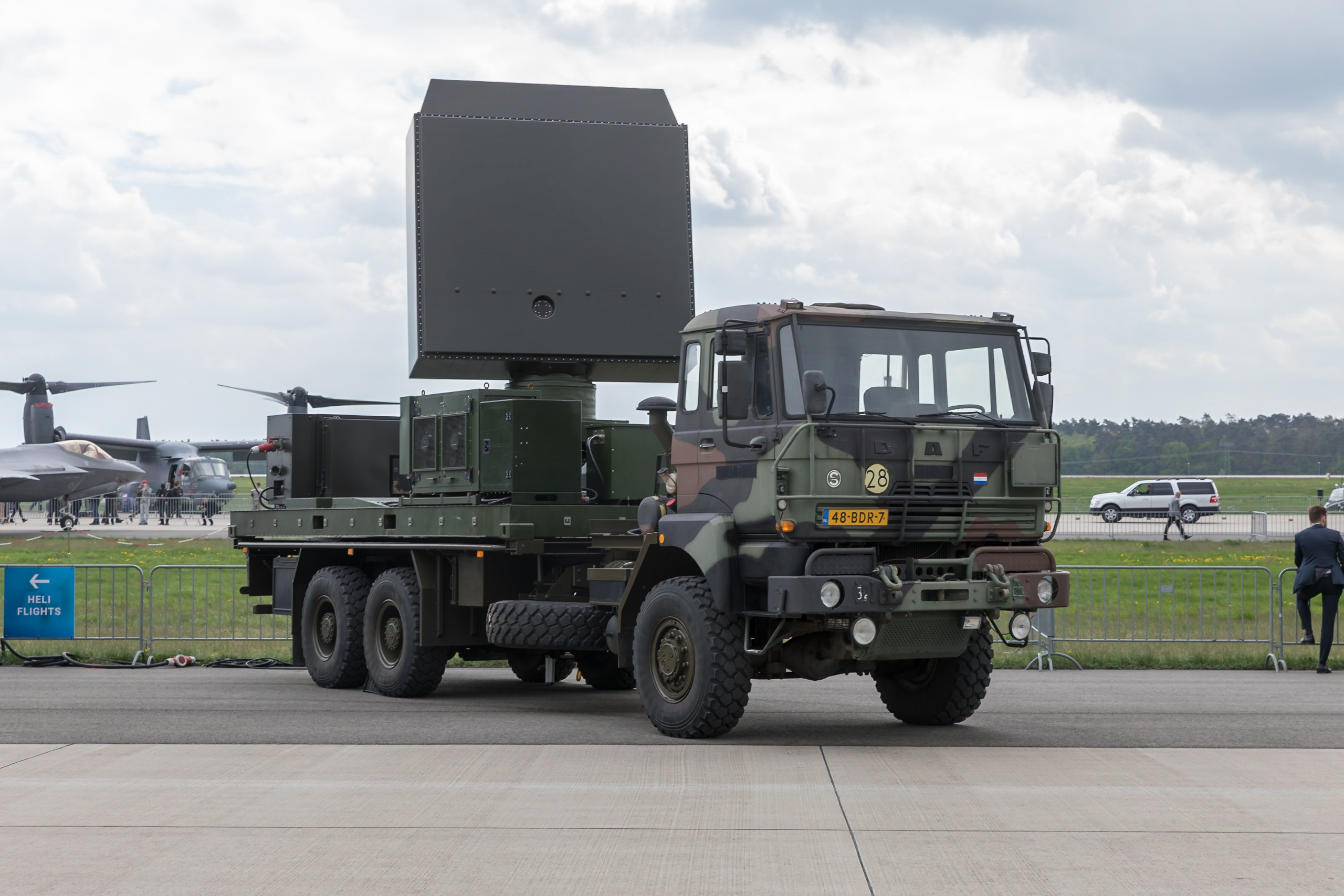
El radar Thales Ground Master 200 MM/C
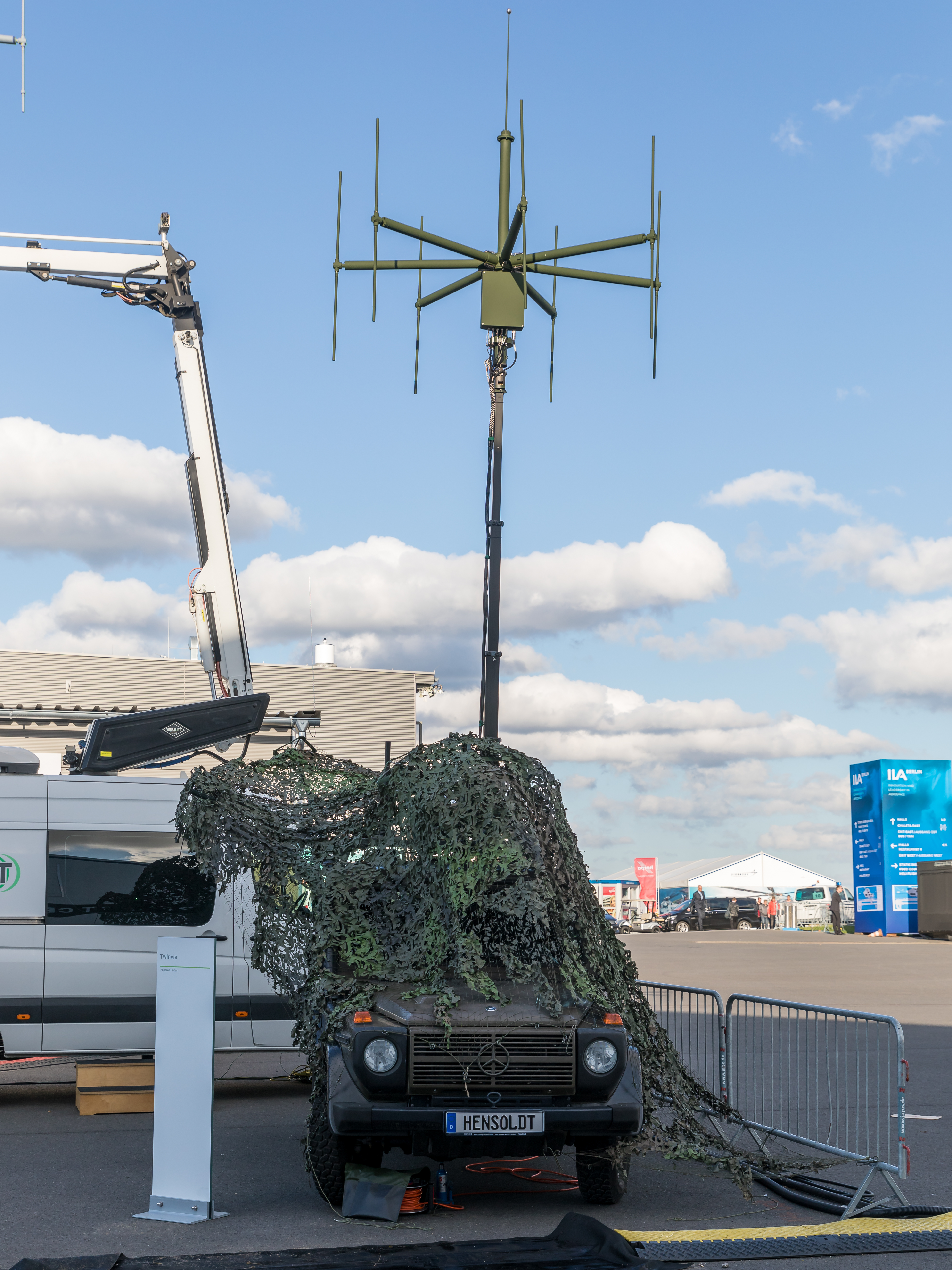
Un radar pasivo Hensoldt TwInvis

En 2019, el ejército sueco envió una versión lanzada desde tierra del IRIS-T SLS, denominada Luftvärnsrobotsystem 98 (lvrbs 98), para reemplazar el sistema de misiles RBS-70. Se transportan cuatro misiles en el lanzador Eldenhet 98 (elde 98), una versión especial de un vehículo blindado con orugas Bv 410, con un radar escaneado electrónicamente Saab Giraffe 1X integrado en el automóvil delantero.
El ejército noruego ordenó el "Sistema de defensa aérea móvil basado en tierra", basado en las soluciones de comando y control de NASAMS, en una adquisición directa con Kongsberg Defense & Aerospace. El sistema integrará lanzadores IRIS-T SLS rastreados de Diehl Defense GmbH con lanzadores de alta movilidad para misiles y radares AIM-120 y AIM-9X de Weibel Scientific; la entrega inicial está prevista para 2023 e incluirá seis vehículos M113 modificados que llevarán misiles IRIS-T SLS, mientras que los lanzadores adicionales se basarán en el ACSV.
IRIS-T SLM se puede integrar con una variedad de sistemas de guía electroópticos/infrarrojos (EO/IR) y radares AESA, como Hensoldt TRML-4D, Thales Ground Master 200 MM/C, CEA CEAFAR y Saab Giraffe 4A. Una versión con una estación de comando y control Lockheed-Martin Skykeeper, el radar Giraffe 4A y el lanzador Diehl IRIS-T SLM se mostró en IDEX 2019 bajo el nombre Falcon Ground Based Air Defence.
Egipto encargó lanzadores Diehl IRIS-T SLM, radares Hensoldt TRML-4D y estaciones de control y fuego equipadas con el software integrado de gestión de combate Airbus Defense Fortion IBMS, todos montados en camiones militares MAN 8×8; el acuerdo fue aprobado por el gobierno alemán en diciembre de 2021. Otros pedidos incluyen radares pasivos Hensoldt TwInvis lanzadores IRIS-T SLS y misiles de largo alcance IRIS-T SLX. Los radares pasivos pueden detectar aeronaves enemigas analizando los reflejos de las señales de radio y televisión externas, lo que los hace efectivos en áreas urbanas donde los radares activos luchan.
La Fuerza Aérea Alemana recibirá su primer sistema IRIS-T SLM en 2024 y cinco más para 2027. También se están planificando sistemas mixtos SLS/SLM.

### Aire-superficie
Para la función aire-superficie, la única diferencia con la versión aire-aire es una inserción de software actualizada requerida para brindar la capacidad adicional de ataque a tierra. Probado por la Real Fuerza Aérea Noruega.

## Historial de servicio

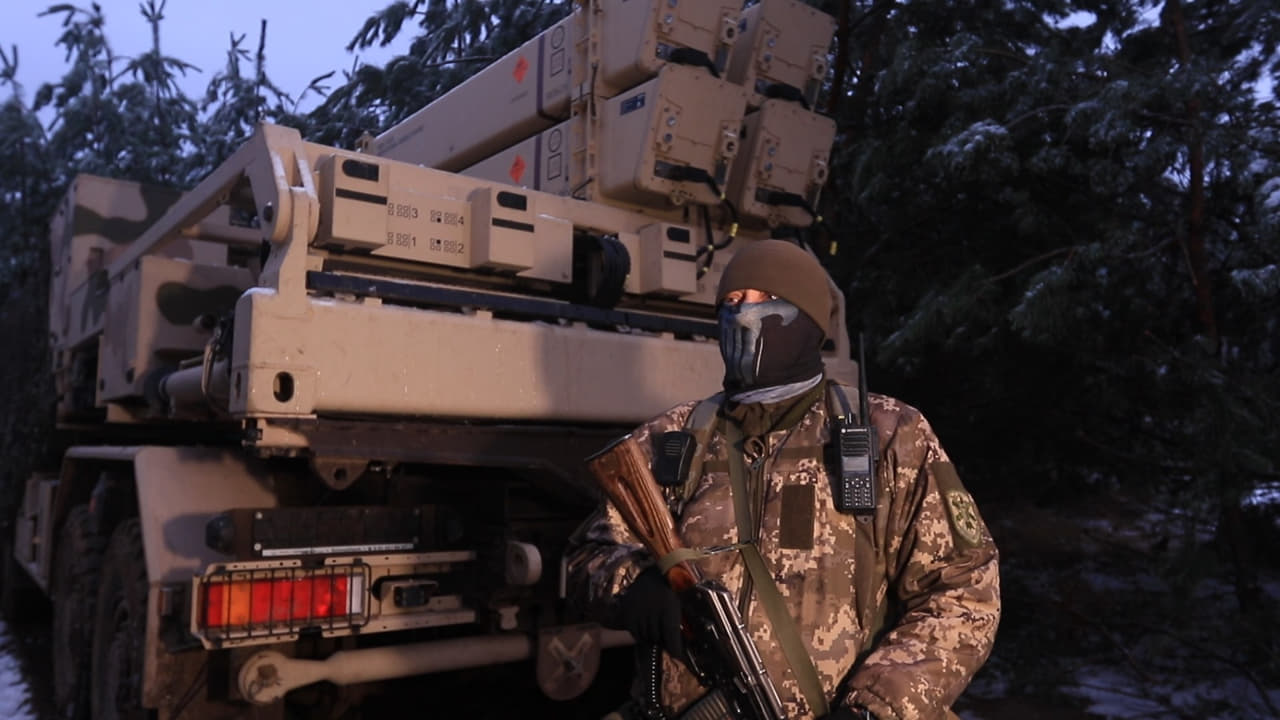
Sistema IRIS-T desplegado en Ucrania

El 19 de octubre de 2022, fuentes ucranianas afirmaron que un sistema de defensa aérea IRIS-T había derribado un misil ruso en el óblast de Chernígov, a treinta kilómetros de Kiev. Las fotos de los restos de un misil IRIS-T se compartieron en las redes sociales, y el presidente ucraniano, Volodymyr Zelenskyy, dijo que IRIS-T "es un sistema realmente efectivo" y "se ha mostrado muy bien", pero no había evidencia de que el El IRIS-T SLM alemán derribó ese misil en particular, y algunas fuentes ucranianas afirmaron que había sido derribado con un sistema diferente.
Tras otro ataque con misiles rusos contra Ucrania el 31 de octubre de 2022, la Fuerza Aérea de Ucrania declaró que los misiles IRIS-T tenían una tasa de éxito del 100% para contrarrestar el ataque.
El 15 de noviembre, circularon imágenes que parecían mostrar el sistema IRIS-T derribando dos misiles de crucero. Un misil parecía ser un misil de crucero Kalibr.
Durante la contraofensiva ucraniana de 2023, un dron suicida ZALA Lancet destruyó un radar multifuncional TRML-4D del sistema de defensa aérea IRIS-T SLM.

## Operadores

Operadores actuales
Futuros operadores

### Misiles aire-aire
Arabia Saudita
1.400 misiles IRIS-T
 Austria
25
 Brasil
Misiles IRIS-T para las nuevas variantes Saab JAS 39 Gripen E/F.
 Alemania
1.250 misiles
 España
770 misiles IRIS-T. Presupuesto original 247 M€, coste final 291 M€.
 Grecia
350 misiles IRIS-T
 Italia
444 misiles IRIS-T[cita requerida] con un presupuesto de 217 millones de euros, entre 2003 y 2015.
 Noruega
150 misiles IRIS-T
 Sudáfrica
25 misiles IRIS-T entregados como armamento provisional para el avión Saab JAS 39 Gripen hasta la finalización del proyecto A-Darter SRAAM.
 Suecia
450 misiles IRIS-T, designados Jaktrobotsystem 98 (jrbs 98). Variante IRIS-T SLS utilizada en sistemas de defensa aérea terrestres.
 Tailandia
220 misiles IRIS-T encargados para integrarse con F-5T, Gripen C/D, y F-16 eMLU.

#### Futuros operadores
Hungría
La integración de IRIS-T para el programa de modernización Húngaro Saab JAS 39 Gripen MS20 Bloque II se encargó en diciembre de 2021.
 Corea del Sur
La integración de IRIS-T para el programa de combate KF-X se encargó en 2018. Con el primer disparo de prueba en abril de 2023.

### Misiles tierra-aire
Egipto
Usando el Airbus Fortion IBMS-FC, un radar Hensoldt TRML-4D instalado en un MAN HX2.
- 7 sistemas de defensa aérea terrestres IRIS-T SLM encargados en 2018. con un pedido adicional de 400 misiles SLM
- 10 sistemas IRIS-T SLX fueron aprobados en diciembre de 2021
- 6 sistemas IRIS-T SLS

 Alemania
6 unidades de defensa aérea IRIS-T SLM encargadas en junio de 2023 Como parte de la Iniciativa Europea Sky Shield.  (900 millones de euros). En total 8 sistemas SLM y sistemas SLS adicionales planificados.
 Noruega
Noruega está desarrollando su defensa aérea de corto alcance, el "Sistema móvil de defensa aérea basado en tierra". Utiliza elementos del sistema NASAMS 3 y elementos del sistema IRIS-T SLS. La compra incluye:
- 36 misiles IRIS-T SLS
- 6 lanzadores móviles PMMC G5 equipados con 6 lanzadores de cartuchos IRIS-T SLS y un radar de banda X XENTA-M diseñado por Weibel Scientific
- 3 lanzadores de alta movilidad (HML) basados en HMMWV equipados con una baca con hasta 4 misiles AIM-120B AMRAAM o 6 misiles AIM-120
- un sistema de comando y control basado en NASAMS 3.

 Suecia
IRIS-T SLS conocido como "Jaktrobotsystem 98" o "jrbs 98". Se ordenó en 2013, el primer sistema utilizado para la prueba se entregó en 2016. El sistema está hecho de:
- BvS 10 con puesto de mando y radar Giraffe en el techo
- BvS 410, el remolque del vehículo en el que están instalados 4 misiles IRIS-T SLS.

450 misiles IRIS-T, designada variante IRIS-T SLS utilizada en sistemas de defensa aérea terrestres.
 Ucrania
Alemania proporcionó paquetes de ayuda militar a Ucrania frente a la invasión rusa.
- 4 IRIS-T SLM, de los cuales, 2 entregados (1 en octubre de 2022, 1 en abril de 2023), y Alemania suministra misiles IRIS-T SLM adicionales. Los dos sistemas restantes estarán equipados con lanzadores IRIS-T SLS.
- 4 IRIS-T SLM anunciado en mayo de 2023. Esas baterías usan el sistema IRIS-T SLM, pero están equipadas con lanzadores IRIS-T SLS.

Todas las baterías están equipadas con el sistema IRIS-T SLM, el sistema de control de incendios Airbus Fortion IBMS-FC, el radar TRML-4D de Hensoldt. Las dos primeras baterías están equipadas con 2 lanzadores IRIS-T SLM cada una, las últimas 6 se suministrarán con lanzadores IRIS-T SLS. Todos esos sistemas utilizan la plataforma MAN HX2.

#### Futuros operadores
Letonia y  Estonia
En mayo de 2023, los gobiernos de Letonia y Estonia anunciaron su decisión de adquirir conjuntamente los sistemas IRIS-T SLM, con entregas previstas para 2025.

#### Posibles futuros operadores
Eslovenia
Las conversaciones se encuentran en la etapa final de adquisición de dos IRIS-T de superficie a aire. El contrato valdría 200 millones de euros.
 Países Bajos
Los Países Bajos se están coordinando con Noruega para el mismo sistema que están utilizando, Mobile GBAD.
Miembros de ESSI (European Sky Shield Initiative, Iniciativa Europea Sky Shield)
Como parte de la ESSI (Iniciativa Europea Sky Shield), un sistema común europeo de defensa aérea que estará compuesto principalmente por IRIS-T SL y el sistema MIM-104 Patriot. La iniciativa ESSI incluye algunos países que ya son clientes (Alemania, Letonia, Estonia, Noruega), o que pronto lo serán (Bélgica, Bulgaria, República Checa, Finlandia, Hungría, Lituania, Rumanía, Eslovaquia, Dinamarca)

### Misiles similares
- MBDA MICA
- R550 Magic
- AIM-9 Sidewinder
- AIM-132 ASRAAM
- Python
- A-Darter

### Listas relacionadas
- Anexo:Aeronaves y armamento del Ejército del Aire de España